# جان جوزيف دوسولت
جان جوزيف دوسولت (بالفرنسية: Jean Joseph Dussault)‏ هو ناقد أدبي وصحفي وأمين مكتبة فرنسي، ولد في 1 يوليو 1769 في باريس في فرنسا، وتوفي بنفس المكان في 14 يوليو 1824.